# Science-Fiction-Jahr 1819
Übersicht

◄ | 1815 | 1816 | 1817 | 1818 | Science-Fiction-Jahr 1819 | 1820 | 1821 | 1822 | 1823 | ► | ►►

Weitere Ereignisse

## Geboren
- Charlemagne Ischir Defontenay († 1856)